# Piper pallididorsum
Piper pallididorsum är en pepparväxtart som beskrevs av William Trelease. Piper pallididorsum ingår i släktet Piper och familjen pepparväxter. Inga underarter finns listade i Catalogue of Life.